# Richard Tauche
Richard Tauche (* 17. Oktober 1905 in Reindlitz, Österreich-Ungarn; † 26. September 1981 in München) war ein sudetendeutscher Rechtsanwalt und Kommunalpolitiker (SdP, NSDAP).

## Leben und Wirken
Nach der Schulzeit studierte und promovierte Tauche. Danach arbeitete er als Rechtsanwalt in der Tschechoslowakei. Im August 1938 wurde er als Vertreter der SdP zum Bürgermeister von Aussig gewählt. Dagegen erhoben tschechische Parteien Einspruch und bezweifelten dessen Wählbarkeit, da er noch kein Jahr in Aussig sesshaft war. Der Einspruch wurde von der Landesbehörde abgewiesen.
Nach dem Einmarsch der deutschen Truppen Anfang Oktober 1938 und der Besetzung der deutschbesiedelten Grenzregionen der Tschechoslowakei, der die Bildung des deutschen Reichsgaus Sudetenland folgte, trat Tauche der NSDAP bei und wurde am 1. Mai 1939 zum Oberbürgermeister der Stadt Aussig ernannt. Aussig war damals gleichzeitig auch Sitz des Stadtkreises Aussig im Regierungsbezirk Aussig.
Während seiner Amtszeit wurde die Aussiger Synagoge am 31. Dezember 1938 niedergebrannt. Von der etwa 1200 Mitglieder zählenden jüdischen Bevölkerung der Stadt fielen etwa 80 % dem nationalsozialistischen Völkermord zum Opfer.
Nachdem Tauche in Verdacht der Homosexualität (siehe Homosexualität in der Zeit des Nationalsozialismus) geraten und angeklagt worden war, folgte seine Einberufung zum Kriegsdienst bei der deutschen Wehrmacht. Am 29. März 1940 wurde er daraufhin als Oberbürgermeister durch Franz Czermak abgelöst.